# Maro sublestus
Maro sublestus là một loài nhện trong họ Linyphiidae.
Loài này thuộc chi Maro. Maro sublestus được miêu tả năm 1915 bởi Falconer.